# Astragalus kashmarensis
Astragalus kashmarensis es una especie de planta del género Astragalus, de la familia de las leguminosas, orden Fabales.

## Distribución
Astragalus kashmarensis se distribuye por Irán.

## Taxonomía
Fue descrita científicamente por A. A. R. Maassoumi & D. Podl. Fue publicada en Iran. J. Bot. 3(2): 101 (1987).